# Sui Ishida
Sui Ishida (石田 スイ, Ishida Sui, Fukuoka, 28 de dezembro de 1986) é um ilustrador e autor de mangá japonês. Sua obra mais conhecida é o mangá Tokyo Ghoul, cuja história fala sobre um adolescente que transforma-se num ghoul(criatura do mangá/anime) Tokyo Ghoul começou a publicar-se em formato one-shot em 2010, ficando em segundo lugar no 113.° Grande Prémio da Weekly Young Jump. A série foi publicada na revista Weekly Young Jump da Shueisha entre 2011 e 2014, sendo posteriormente adaptada para light novel e série de anime em 2014. O manga também foi traduzido em inglês e esteve na lista dos mais vendidos do The New York Times em 2015. A obra é publicada no Brasil pela Panini desde julho de 2015 e em Portugal pela Devir Manga desde maio de 2016.

## Obras
| Título             | Ano         | Notas                                                                  | Referências |
| ------------------ | ----------- | ---------------------------------------------------------------------- | ----------- |
| Tokyo Ghoul        | 2011 - 2014 | Publicado na Weekly Young Jump pela Shueisha 14 volumes: 143 capítulos | [ 2 ]       |
| Tokyo Ghoul: Jack  | 2013        | Publicado na Jump Live pela Shueisha 1 volume                          | [ 7 ]       |
| Tokyo Ghoul: Joker | 2014        | Publicado na Weekly Shonen Jump pela Shueisha 1 volume                 | [ 8 ]       |
| Tokyo Ghoul: Re    | 2014 - 2018 | Publicado na Weekly Young Jump pela Shueisha 16 volumes: 179 capítulos | [ 9 ]       |